# Заруцький Олег Валентинович
Олег Валентинович Заруцький нар. 16 січня 1973, Одеса) — український футболіст, що грав на позиції нападника та півзахисника. Відомий за виступами в українських клубах вищої ліги «Темп» (Шепетівка), «Буковина» і «Таврія».

## Кар'єра футболіста
Олег Заруцький є вихованцем дніпропетровського ШІСП, а виступи на футбольних полях розпочав у шепетівському «Темпі» в 1990 році ще в аматорській лізі, а у 1991 році розпочав виступи в другій союзній лізі. У 1991 році шепетівська команда виграла Кубок УРСР, завдяки чому наступного року вона стартувала у вищій українській лізі. Проте після короткоплинного першого чемпіонату України «Темп» вибув до першої ліги, і Заруцький продовжив виступи вже в нижчій лізі. За підсумками сезону шепетівська команда зайняла друге місце, та повернулась до вищої ліги. Проте Олег Заруцький за домовленістю між керівництвом клубів перейшов до іншого клубу вищої ліги «Буковина», який унаслідок втрати спонсорів та відходу більшості футболістів основного складу з команди відчував значний кадровий дефіцит. Проте за чернівецьку команду футболіст провів лише 2 матчі, та повернувся до «Темпа», у якому грав у вищій лізі протягом сезону 1994—1995 років. Після вибуття команди з вищої ліги Олег Заруцький перейшов до іншого клубу вищого дивізіону — «Таврії» з Сімферополя. У цій команді Заруцький грав до початку сезону 1996—1997 років, зігравши 18 матчів у чемпіонаті, а до кінця 1996 років грав у команді другої ліги «Динамо» (Саки). На початку 1997 року футболіст перейшов до складу іншої команди другої ліги «Кристал» з Херсона, в якому грав до кінця року. Протягом 1998 року Олег Заруцький грав у іншій команді другої ліги СК «Одеса», після чого завершив виступи у професійних командах. Пізніше футболіст грав у одеських аматорських командах.

## Досягнення
- Володар Кубку УРСР: 1991
- Срібний призер Першої ліги України: 1992–1993